# Yun Dong-ju
Yun Dong-ju (tiếng Hàn: 윤동주, tên Hán Việt là Doãn Đông Trụ - 尹東柱,30 tháng 12 năm 1917 - 16 tháng 2 năm 1945) – là nhà thơ Hàn Quốc, tác giả của những bài thơ trữ tình cũng như thơ ca kháng chiến, một trong những nhà thơ được yêu thích nhất ở Hàn Quốc.

## Tiểu sử
Yun Dong-ju sinh ra ở Long Tỉnh, Cát Lâm, Trung Quốc. Ông là con cả của gia đình có bốn đứa con, bố là Yun Yeong-seok và mẹ là Kim Yong. Năm 1932, ông vào trường trung học ở Long Tỉnh, sau đó trở về Triều Tiên, năm 1936 ông tiếp tục học trung học ở Bình Nhưỡng. Sau khi trường bị đóng cửa, ông trở về Long Tỉnh và vào học tại Học viện Gwangmyeong. Năm 1941 ở tuổi 23, ông tốt nghiệp trường Kỹ thuật Yonsei (nay là Đại học Yonsei). Thời gian này ông đã viết nhiều bài thơ và đem tập hợp 19 bài để xuất bản với tên gọi là "Trời, gió, sao và thơ" (하늘 과 바람 과 별 과 시). Tuy nhiên, cuốn sách đã không được in ra vì sự kiểm duyệt.
Năm 1942, Yun Dong-ju đi sang Nhật và vào học khoa Văn học Anh tại Đại học Rikkyo ở Tokyo. Sáu tháng sau, ông chuyển đến Đại học Doshisha ở Kyoto. Ngày 14 tháng 7 năm 1943 ông bị cảnh sát Nhật Bản bắt giữ và bị giam tại Đồn cảnh sát Kamogawa ở Kyoto. Năm sau, tòa án khu vực Kyoto kết án ông hai năm tù về tội đã tham gia vào Phong trào Độc lập của Triều Tiên. Ông bị giam ở Fukuoka, nơi ông qua đời vào tháng 2 năm 1945.
Thơ của ông cuối cùng đã được công bố vào năm 1948, khi ba tập bản thảo viết tay đã được xuất bản dưới một tên gọi chung là "Trời, gió, sao và thơ". Với sự ra đời của cuốn sách này Yun Dong-ju được công nhận là một nhà thơ kháng chiến ở vào giai đoạn cuối của sự chiếm đóng.
Tháng 11 năm 1968, Đại học Yonsei với sự tham gia của một số tổ chức khác, đã thành lập quỹ để cung cấp tài chính cho Giải thưởng thơ Yun Dong-ju.

## Tác phẩm

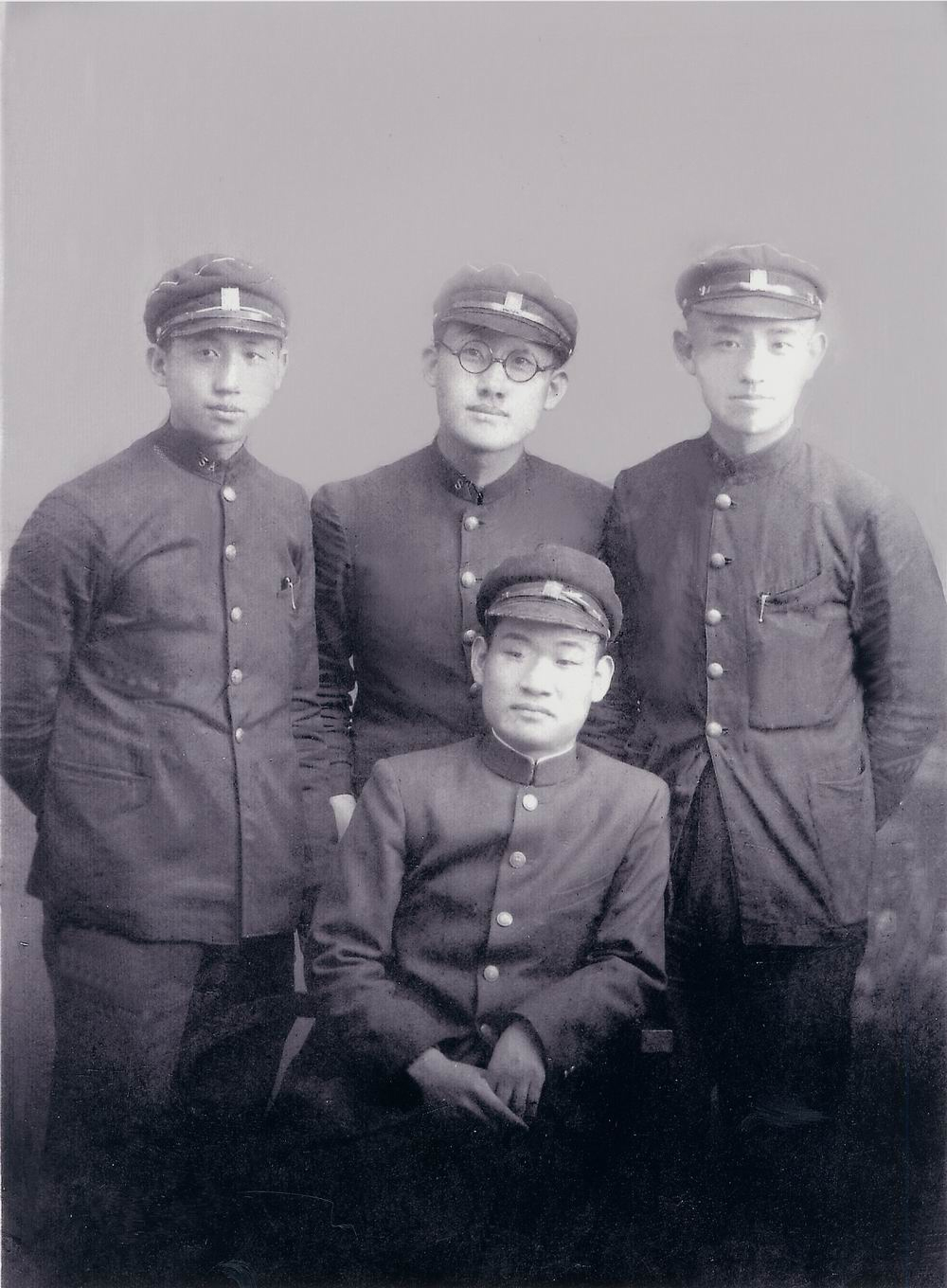
Yun Dong-ju (bên phải) với bạn bè

Tháng 1 năm 1948, nhà xuất bản "Jeongeumsa" xuất bản tập thơ "Trời, gió, sao và thơ" gồm 31 bài thơ và do nhà thơ Chong Ji-yong viết lời giới thiệu. Tập thơ ngay lập tức gây được sự chú ý đặc biệt của bạn đọc. Năm 1976, thân nhân, bạn bè của Yun Dong-ju tiếp tục thu thập những bài thơ khác của ông cho vào ấn bản thứ ba của cuốn sách. Ấn bản thứ ba với 116 bài thơ được coi là bộ sưu tập đầy đủ nhất các tác phẩm của Yun Dong-ju.
Trong một cuộc khảo sát năm 1986, Yun Dong-ju được bình chọn là "nhà thơ nổi tiếng nhất của giới trẻ Hàn Quốc", và sự nổi tiếng này vẫn tiếp tục cho đến ngày nay.
Dưới đây là một số lời bình cho "Bài thơ mở đầu" của tập thơ này.
| 서시 죽는 날까지 하늘을 우러러 한점 부끄럼이 없기를, 잎새에 이는 바람에도 나는 괴로워했다. 별을 노래하는 마음으로 모든 죽어가는 것을 사랑해야지 그리고 나한테 주어진 길을 걸어가야겠다. 오늘밤에도 별이 바람에 스치운다. | Bài thơ mở đầu Tôi muốn suốt đời ngước mắt nhìn trời cao Mà không một chút gì xấu hổ Và trên ngọn gió làm chiếc lá lao xao Tôi đã từng trăn trở. Bằng con tim hát về những vì sao Tôi yêu tất cả những gì đang dần chết đó Và tôi vẫn phải đi theo Cho đến hết con đường mà tôi có. Và đêm nay gió rượt những vì sao. |

Đây là bài đầu tiên trong tập thơ của Yun. Nó giống như một tín điều, một quan điểm xuyên suốt cuộc đời nhà thơ. 
Tôi muốn suốt đời ngước mắt nhìn trời cao
Mà không một chút gì xấu hổ
Yun viết rằng ông muốn sống hết cuộc đời của mình mà rồi không phải xấu hổ vì những ngày ông đã sống.
Và trên ngọn gió làm chiếc lá lao xao
Tôi đã từng trăn trở.
Và ngay cả một cơn gió nhẹ làm chiếc lá lao xao cũng mang lại nỗi đau. Cuộc sống không hề là dễ dàng với nhà thơ. Đó là cuộc sống trong thời gian chiếm đóng của Nhật Bản, người Hàn Quốc bị phân biệt đối xử nặng nề, chịu sự kiểm duyệt gắt gao.
Bằng con tim hát về những vì sao
Tôi yêu tất cả những gì đang dần chết đó
Nhưng dù thế nào đi nữa, nhà thơ sẽ vẫn yêu tất cả và sẽ giữ ở trong trái tim, trong tâm hồn một tình yêu dành cho tất cả mọi thứ ở xung quanh mình. Đấy là thái độ trân trọng với thế giới và với chính mình, ông muốn giữ trong tim mình những gì yêu quí nhất. Nhiều người cho rằng dòng thơ "Tôi yêu tất cả những gì đang dần chết đó" – là nói về đất nước Hàn Quốc đang chết dần vì bị người Nhật chiếm đóng. Về cái đất nước mà họ đã để mất... 
Và tôi vẫn phải đi theo
Cho đến hết con đường mà tôi có.
Ông chấp nhận số phận của mình mà không cần tranh cãi, không từ chối hay phủ nhận thực tế. Chấp nhận tất cả mọi thứ như là vốn có và đi tiếp vào cuộc sống với vẻ ngẩng cao đầu.
Và đêm nay gió rượt những vì sao.
Và ngày hôm nay những khó khăn của cuộc sống tiếp tục xảy ra...
Đọc bài thơ, chúng ta cảm nhận được lòng tự trọng, sự khiêm tốn, đồng thời một tình yêu và thái độ băn khoăn lo lắng đối với cuộc đời.
Thơ của Yun Dong-ju được dịch nhiều sang tiếng Anh. Tiếng Việt có bản dịch của Nguyễn Viết Thắng với khoảng 20 bài.

## Sự ảnh hưởng trong văn hóa đại chúng
- Tiểu thuyết "Điều tra" (The Investigation) của nhà văn Hàn Quốc Lee Jung-myung được coi là "bản tụng ca những sáng tạo" của Yun Dong-ju.
- Năm 2011, Nhà hát Biểu diễn Nghệ thuật Seoul (Seoul Performing Arts Company) dựng vở kịch tiểu sử "Yun Dong-ju Shoots the Moon" dựa trên cuộc đời của ông.
- Bộ phim Dongju; Chân dung của một nhà thơ (DongJu; The Portrait of A Poet) được phát hành vào tháng 2 năm 2016. Bộ phim kể về cuộc sống của Yun Dong-ju và Song Mong-kyu thời thuộc địa của Nhật.